# Lev Aleksàndrovitx Txugàiev
Lev Aleksàndrovitx Txugàiev (Moscou, 4 d'octubre de 1873 - Griazovets, óblast de Vólogda, 26 de setembre de 1922, fou un destacat químic rus/soviètic conegut per les seves investigacions en la síntesi de terpens (eliminació de Txugàiev), pels estudis dels complexos de coordinació, especialment del platí, i per l'assaig del níquel (II) amb dimetilglioxima.

## Biografia
Txugàiev realitzà els seus estudis primaris en una acadèmia militar. Després estudià química inorgànica a la Universitat de Moscou amb I. A. Kablukov i química orgànica amb Nikolay Zelinsky, amb el qual publicà el seu primer article el 1895. Després de graduar-se el 1895, fou ajudant del laboratori de química de l'Institut de Bacteriologia de Moscou entre 1896 i 1904; en el període 1904-1908 fou professor de química de l'Institut Tecnològic de Moscou; el 1906 aconseguí el doctorat en Ciències Químiques amb la tesi "Recerca en l'àrea dels composts complexos"; a partir de 1908 fins a la seva mort fou professor de química inorgànica de la Universitat de Sant Petersburg, ocupant la càtedra que havien ocupat prèviament Dmitri Mendeléiev, Mikhail Konovàlov i Paul Walden, alhora que professor de química orgànica de l'Institut de Tecnologia Química de Sant Petersburg.
Txugàiev creà el 1918 l'Institut per a l'estudi del platí i dels metalls nobles; s'encarregà de l'organització de la indústria del platí a la Unió Soviètica fins al 1922; fou un dels fundadors de l'Institut Científic i Tècnic de Nutrició el 1918 i de l'Institut de Química Aplicada el 1919. Entre els alumnes que formà destaquen I. I. Chernyaev, A. A. Grinberg, V. G. Khlopin, V. V. Lebedinsky i F. V. Tserevitinov.
Txugaev morí prematurament a l'edat de 49 anys degut a les males condicions de vida que es donaren en el període post-revolucionari a Rússia. Degut a aquesta situació havia traslladat la seva dona i els seus dos fills a Vologda, al nord de Moscou. Durant una visita a la seva família emmalaltí de tifus i morí.

## Obra
Les investigacions de Txugàiev abracen molts de camps:bioquímica, química orgànica, química inorgànica, química analítica i química física. En bioquímica estudià l'acció la fisiologia dels bacteris fosforescents, la triboluminescència i la relació entre l'estructura dels verins i la seva toxicitat.
En 1899 Txugàiev realitzà una sèrie d'experiments sobre la química dels terpens que després amplià en la seva tesi doctoral “Recerca en el camp dels terpens i de la càmfora” de 1903. Aquestes investigacions li permeteren ser el primer a sintetitzar terpens. El mètode, anomenat "dels xantogens" es basa en l'eliminació de Txugàiev, que consisteix en la deshidratació d'alcohols per a produir alquens. Mitjançant l'acció del disulfur de carboni, CS₂, i del iodur de metil, CH₃I, en medi bàsic d'hidròxid de sodi, NaOH, s'obté un xantat, el qual escalfat a 200 °C es descompon en metilmercaptà, disulfur de carboni i l'alquè (vegeu figura adjunta). Aquest mètode fou un clàssic durant moltes dècades.

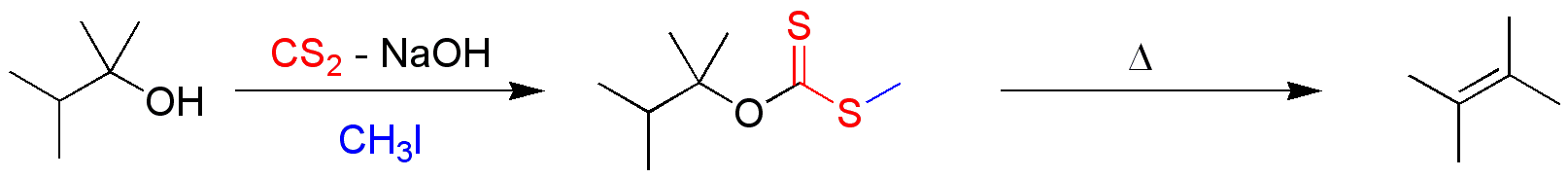
Eliminació de Chugaev

Estructura del Ni(dmgH)2

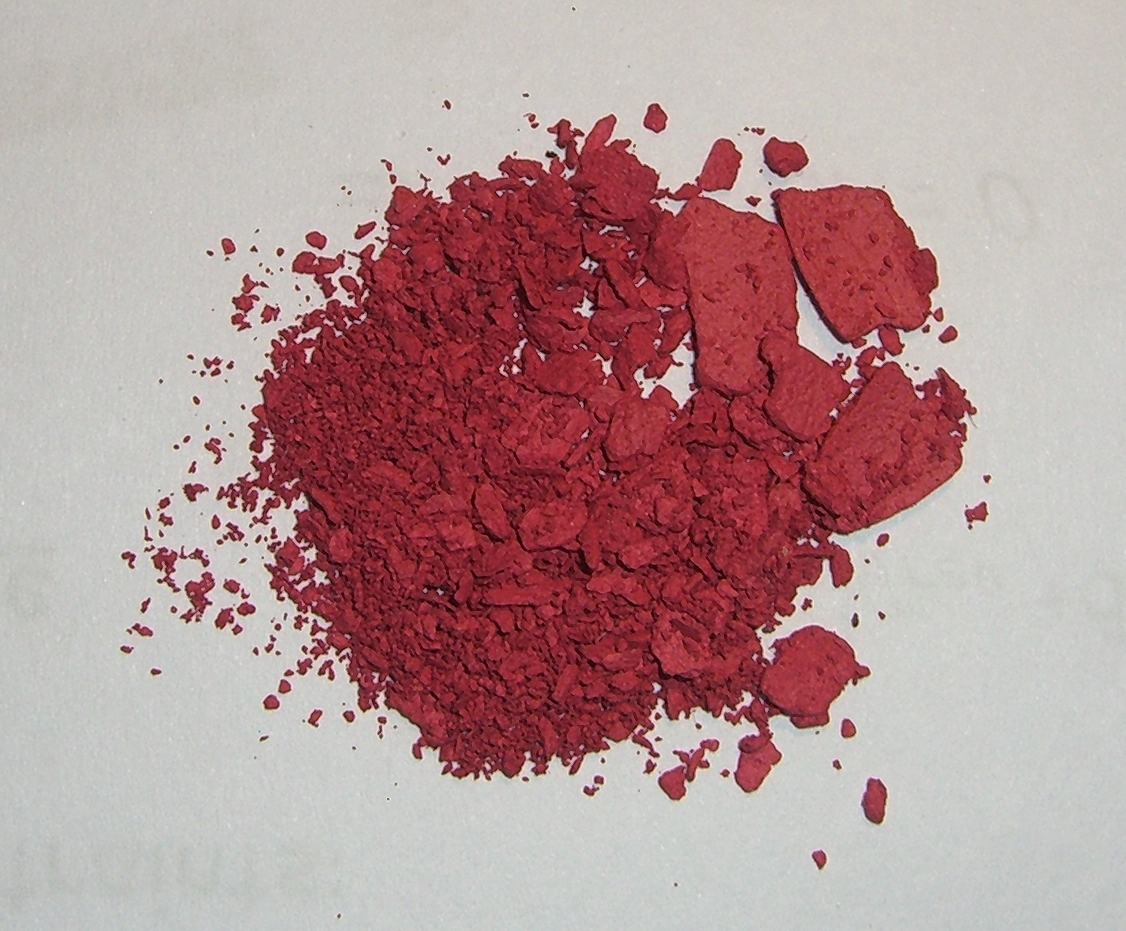
Mostra de Ni(dmgH)2

Els estudis que realitzà sobre les propietats òptiques dels composts orgànics li permeteren formular el 1908 la “regla de la distància”, per la qual l'activitat òptica d'un compost orgànic s'incrementa en funció amb la disminució de la distància de la part inactiva de la molècula al carboni asimètric. L'any 1911 descobrí un nou tipus de rotació òptica condicionada per la superimposició interna dels efectes òptics oposats dels carbonis asimètrics individuals.
En el camp de la química dels complexos de coordinació dugué a terme estudis de la síntesi i estereoquímica de complexos de coure, níquel, argent, cobalt i platí; i estudis sobre els mètodes de separació i purificació del platí i metalls semblants. En el camp dels complexos destaquen els realitzats amb els complexos d'imida amb coure, níquel i cobalt i els de α-dioxima amb níquel, coure, ferro, cobalt, platí i pal·ladi. El 1906 demostrà que la teoria de Baeyer de l'estabilitat dels anells de carboni també és aplicable als composts de coordinació, així els complexos més estables contenen 5 o 6 cicles mentre que els de 4 o 3 són poc estables. I el 1908 conclogué que la formació de l'estructura cíclica depèn de l'estereoquímica dels components.
Txugàiev establí l'estructura dels isòmers del platí (II) amb sulfurs orgànics i amb isonitrils, i investigà la isomeria dels complexos de platí amb nitrils, hidrazina i hidroxilamina. El 1915 sintetitzà el [Pt(NH₃)₅Cl]Cl₃, triclorur de cloropentaaminplatí (IV), anomenat "sal de Txugàiev", predit per la teoria d'Alfred Werner i que no s'havia aconseguit sintetitzar. També sintetitzà hidrats, com [Pt(NH₃)₅OH]3+, [Co(NH₃)₅OH]2+, etc. que donaren suport a la teoria àcid-base de Johannes Nicolaus Brønsted.
El 1905 introduí la dimetilglioxima, abreviada dmgH, com a reactiu específic en l'anàlisi del níquel (II) i després en descobrí d'altres: el verd de malaquita (4-[(4-dimetilaminofenil)-fenil-methil]-N,N-dimetil-anilina) per a l'iridi, la carbilamida pel platí i la tiocarbamida o tiourea per l'osmi. Els estudis de Txugàiev indicaren els valors dels quelats molt emprats després en química analítica.